# Ion (Eurípides)
Ion (Ίων) es una tragedia de Eurípides datada entre el 421 y el 415 a. C.

## Personajes
- HERMES.
- ION: hijo de Apolo y Creúsa.
- CREÚSA: hija de Erecteo, rey de Atenas.
- JUTO: esposo de Creúsa.
- Un ANCIANO SIERVO de Creúsa
- Un SIERVO MENSAJERO.
- La PITIA DE DELFOS.
- ATENEA.
- CORO de SIERVAS DE CREÚSA.
- CORO secundario de HOMBRES.

## Escena
- La explanada de Delfos frente al Templo de Apolo.

## Argumento

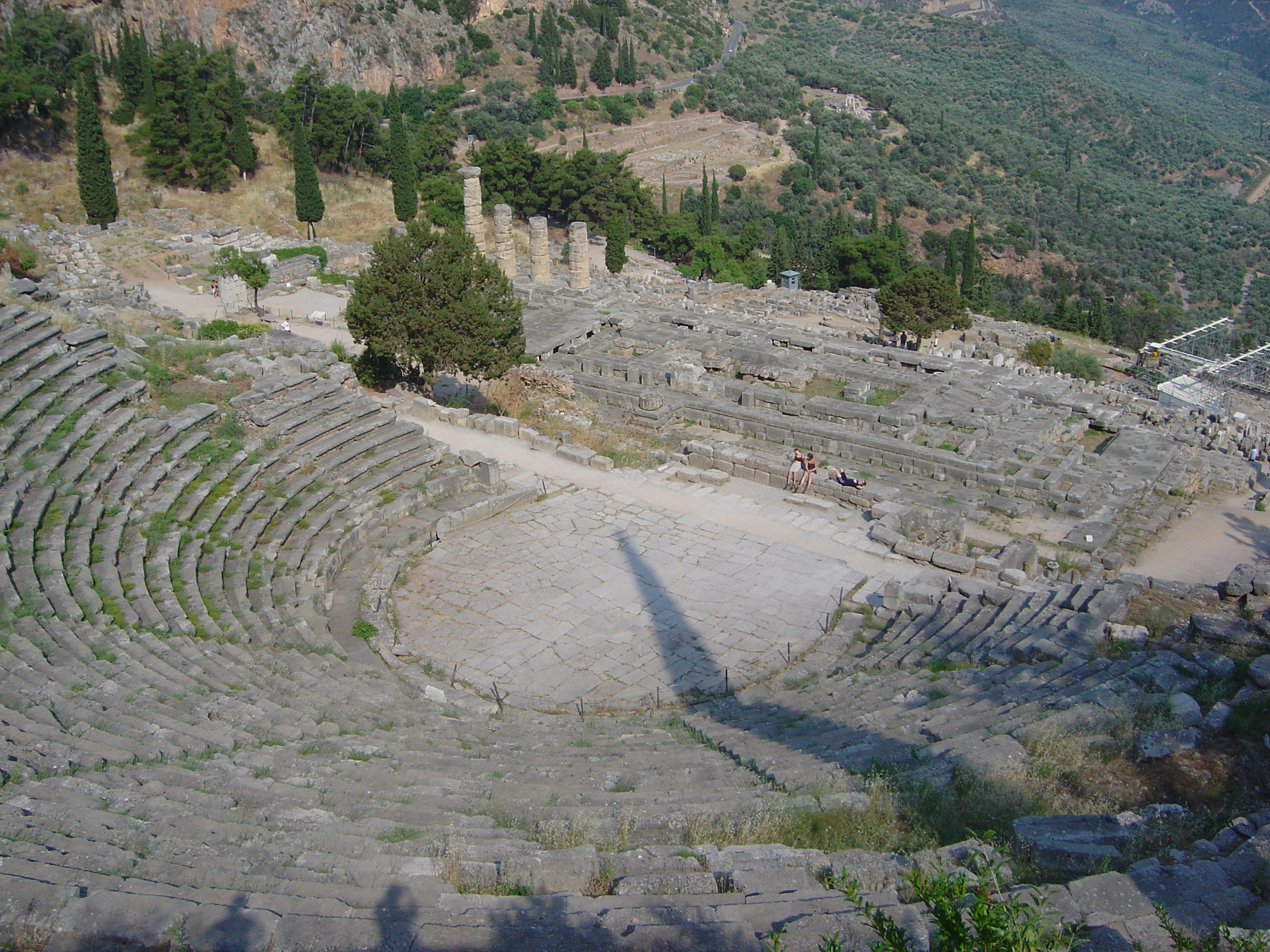
El teatro de Delfos, visto desde arriba.

Apolo sedujo y dejó embarazada a Creúsa, que después expuso al niño, Ion, a los pies de la Acrópolis, quejándose de la injuria del dios por dejarla encinta y abandonada. 
Hermes trasladó el niño a Delfos, donde fue criado por la pitonisa y fue sirviente del templo. 
Creúsa se casó con Juto, como premio a éste por guerrear al lado de los atenienses, pero ese matrimonio no tuvo hijos, por lo que acude Juto a Delfos a pedir consejo. 
El oráculo asegura a Juto que Ion es su hijo. Más tarde, Juto se entera de que Ion es hijo de Creúsa, y Atenea le revela que es hijo de Apolo. 
Juto ha vivido pensando que Ion era su hijo. Ion será rey de Atenas; Juto y Creúsa tendrán dos hijos: Doro y Aqueo.

## Sobre la obra y el mito
No se sabe a ciencia cierta cuándo nació el mito de Ion. Hay pocas referencias anteriores a Eurípides, y no aparecía en ellas como hijo de Creúsa y Apolo. 
Pudiera ser que Eurípides fuera el inventor de la filiación divina de Ion, como sugiere Wilamowitz, porque había un cierto afán de considerar a Atenas como la ciudad estado predecesora de los demás estados de Jonia en un momento, la guerra del Peloponeso, en el que eran necesarias campañas de ese tipo para unir a los jonios. Coincide además otro elemento: una gruta donde estaba el templo de Apolo más antiguo de los conocidos.
Juto adopta a Ion, epónimo de los jonios, y en Creúsa, su esposa, engendra a Doro, epónimo de los dorios, y a Aqueo, epónimo de los aqueos. Como se ve, se forja un mito para unir pueblos.